# 寬帶小公魚
寬帶小公魚（学名：Anchoviella lepidentostole）為輻鰭魚綱鲱形目鳀科的其中一種，分布於南美洲奧里諾科河三角洲至巴西Ponta da Cotinga海域，棲息深度1-50公尺，本魚體細長，吻約2/3眼徑，臀鰭長，體側有一寬銀色條紋，臀鰭軟條19-26條，體長可達11.6公分，喜群游，棲息在沿海或河口，以浮游生物為食，可作為食用魚。

## 擴展閱讀
維基物種上的相關：寬帶小公魚